# Balkánská migrační trasa

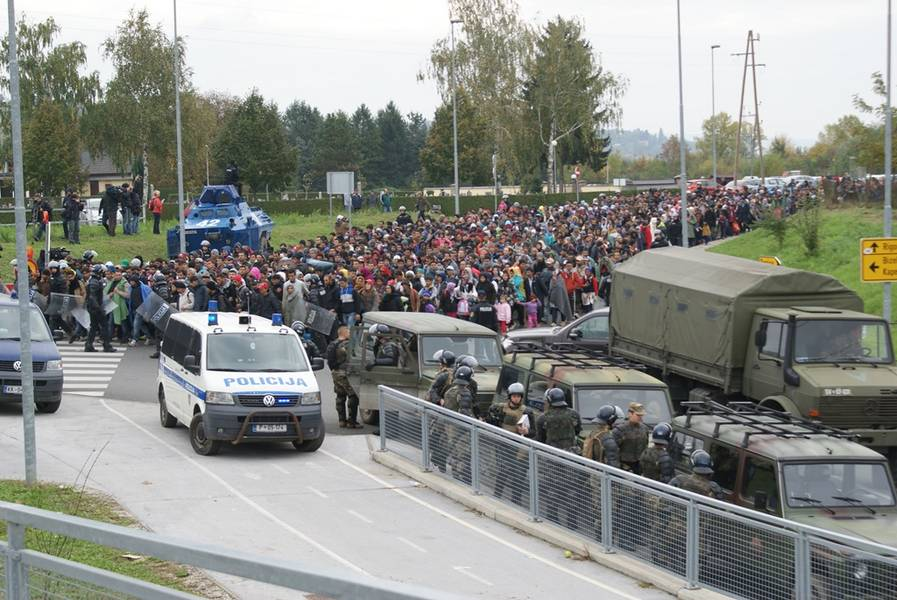
Migranti ve Slovinsku (říjen 2015)

Balkánská migrační trasa je společně se Středomořskou trasou jedna ze dvou hlavních tras, po které se do Evropské unie (EU) v rámci Evropské migrační krize dostávají nelegálně imigranti – jak ekonomičtí migranti, tak uprchlíci – zejména ze Středního a Blízkého východu. Trasa vede z Turecka do Německa, příp. dále do západní a severní Evropy a v roce 2016 procházela přes Řecko, Makedonii, Srbsko, Chorvatsko, Slovinsko a Rakousko. Za celý rok 2015 se dle údajů Organizace spojených národů touto trasou dostalo nelegálně do EU přes 857 000 migrantů.

## Informace o trase

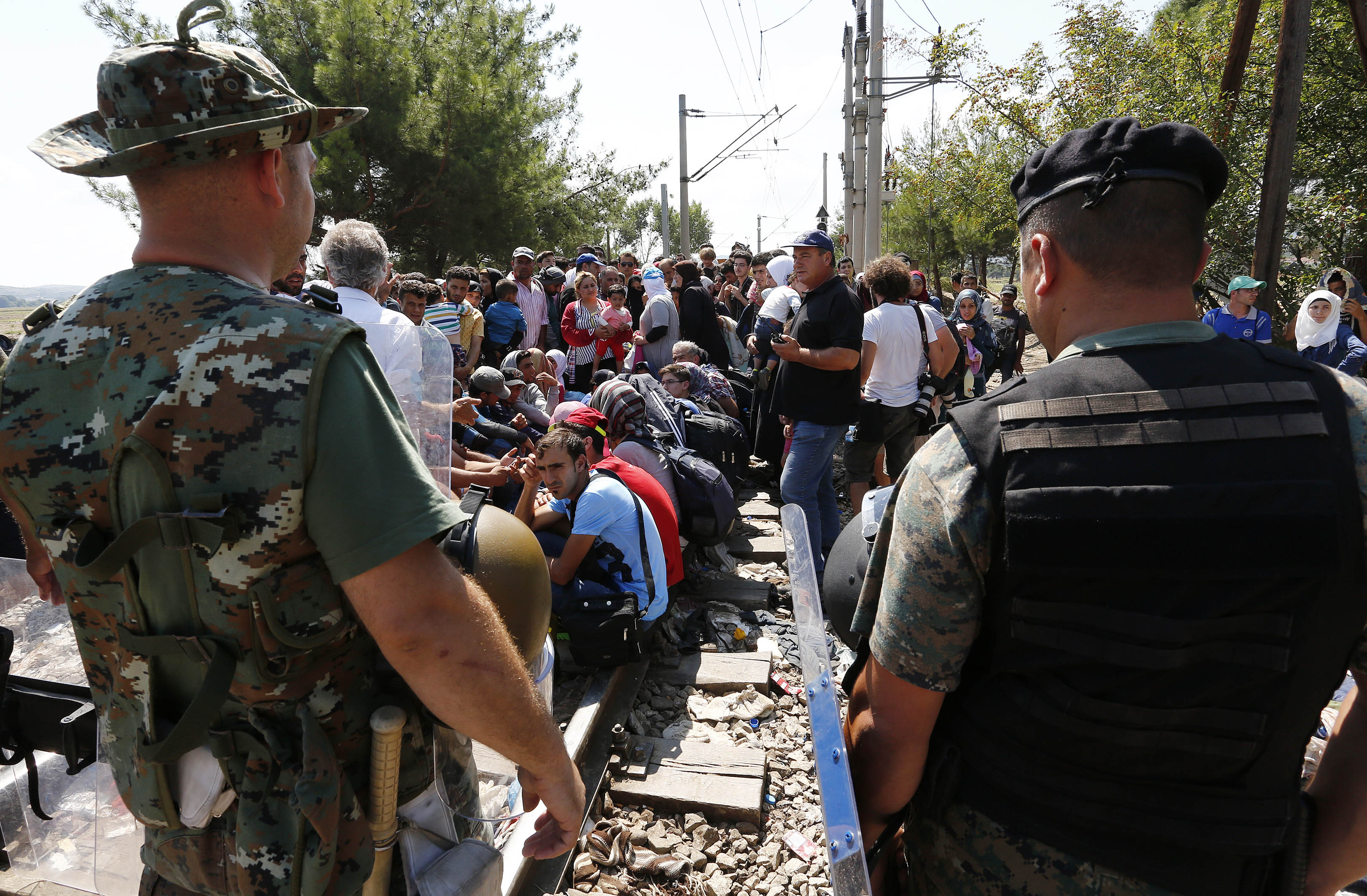
Běženci na makedonsko-řeckých hranicích po jejich uzavření

Počátek existence Balkánské migrační trasy se datuje do období kolem roku 2010, kdy se začal zvyšovat počet osob ilegálně přicházejících do EU přes Balkánský poloostrov. Od tohoto roku až do roku 2014 každým rokem mírně stoupal počet migrantů, dostávajících se tímto způsobem do západní Evropy. V roce 2015 byl nárůst počtu migrantů oproti minulým rokům daleko výraznější, což mělo za následek nezvládání situace ze strany některých států, které se na této trase nacházejí a vznik Evropské imigrační krize. Za první pololetí roku 2015 se po této trase dostalo do Evropské unie asi 250 000 imigrantů. Jejich počet se rapidně zvýšil hlavně během léta a na podzim překračovalo vnější hranice Evropské unie přes 8 000 imigrantů každý den, což byl výrazně vyšší počet než na Středomořské migrační trase. V listopadu a prosinci 2015 se naopak začal jejich počet postupně snižovat. Ve druhém pololetí roku 2015 se počet migrantů zvýšil více než dvojnásobně na 600 000 lidí. V roce 2015 tak dohromady přišlo touto trasou do Evropské unie téměř 860 000 migrantů.
Jedná se většinou o lidi z Blízkého a Středního východu (zejm. Syřané, Iráčané, Afghánci a Pákistánci), ke kterým se po několika tragédiích ve Středozemním moři, kudy vede druhá hlavní migrační trasa, začali významněji přidávat i Afričané (Eritrejci, Nigerijci, Somálci a další). Zejména v prvním čtvrtletí roku 2015 využívali část této trasy i občané balkánských států, hlavně Kosované, Albánci a Srbové.

### Popis trasy

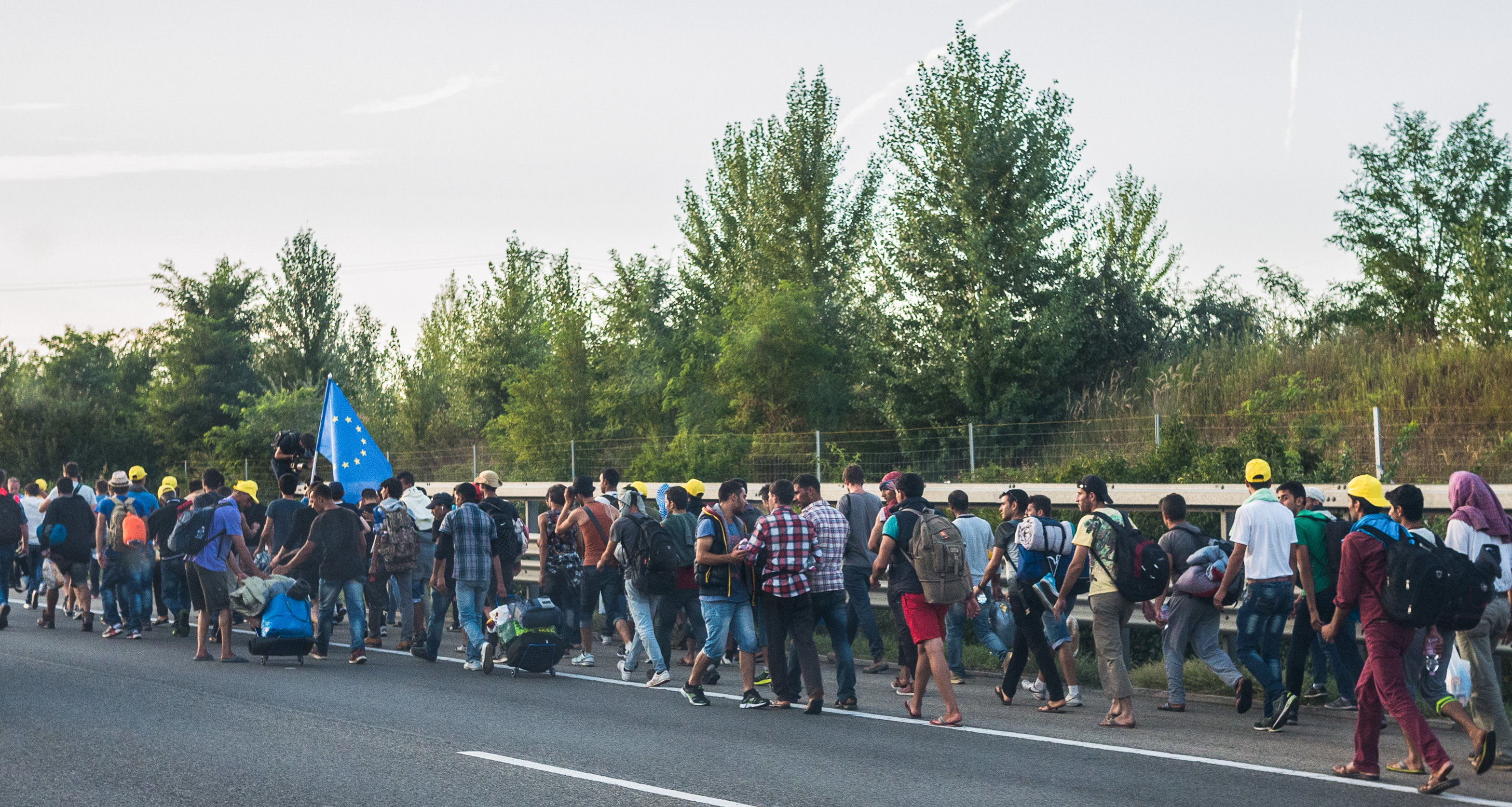
Pochod migrantů z Budapešti k rakouským hranicím

Pro většinu migrantů začíná Balkánská migrační trasa již v Turecku, odkud se většinou na gumových člunech dostávají přes Egejské moře do Řecka, a to jak na pevninu, tak i na některé řecké ostrovy (zejm. Lesbos, Kos a Chios). Odtud poté pokračují do Srbska, drtivá většina z nich volí cestu přes Makedonii, méně časté jsou pak průjezdy Bulharskem nebo Albánií. Ze Srbska vedla do září 2015 hlavní migrační trasa přes Maďarsko, které ale na obranu proti migrantům postavilo na hranici se Srbskem 175 km dlouhý hraniční plot, který migranty odklonil do Chorvatska. Jelikož ale běženci pohraniční plot přes Chorvatsko jen obcházeli a do Maďarska se posléze vrátili, rozhodla maďarská vláda v říjnu 2015 o stavbě hraniční bariéry i ve dvou župách podél části maďarsko-chorvatské hranice. Jelikož zbytek maďarsko-chorvatské hranice kopírují řeky Dráva a Mura, byl hlavní proud migrantů odkloněn přes Chorvatsko do Slovinska a dále do Rakouska. Na několika místech slovinsko-chorvatské hranice (celkem cca 80 km) a rakousko-slovinské hranice (celkem cca 4 km) byly v závěru roku 2015 postaveny kratší ploty, které ale slouží pouze pro usměrnění příchozích migrantů k určeným hraničním přechodům. Odtud pokračují migranti dále do západní Evropy, nejčastěji do Německa, příp. do Francie, Velké Británie nebo Švédska. Poté, co se imigranti dostanou na nafukovacích člunech nebo rybářských lodích do Evropy, se většina migrantů po Balkánské trase přepravuje převážně vlaky, v některých úsecích (zejména v blízkosti hranic) ale musí jít pěšky nebo jsou pro ně vypravovány autobusy.

### Stanoviska vlád jednotlivých zemí k průchodu migrantů

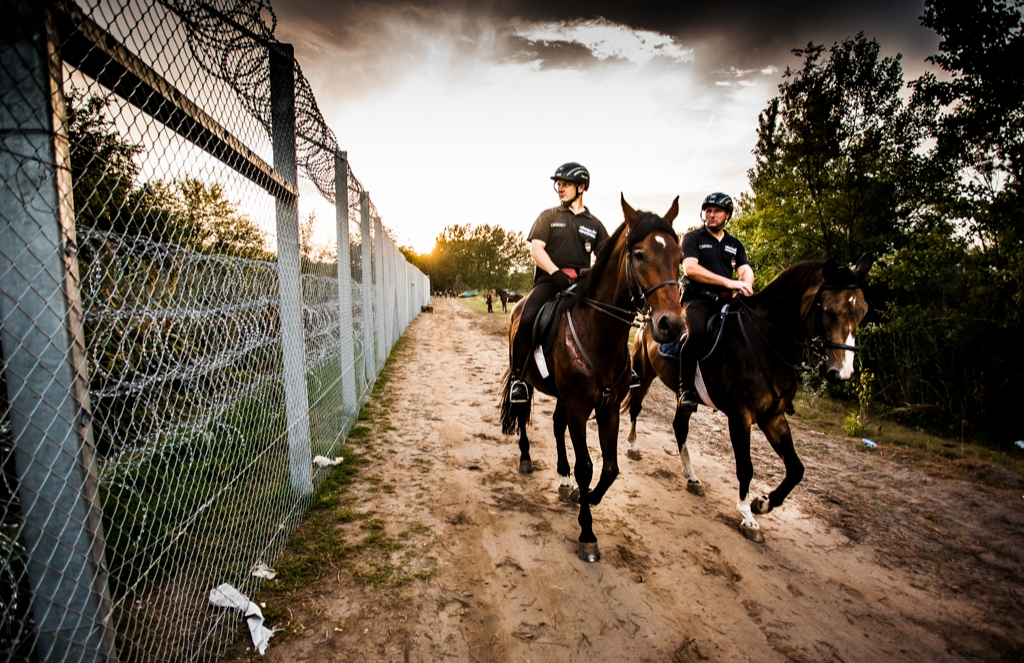
Policisté u maďarského pohraničního plotu

Uzavřená maďarsko-srbská a maďarsko-chorvatská hranice (červeně)

Nejodmítavěji se k průchodu migrantů přes své územní staví maďarská vláda, která nechala na maďarsko-srbských a maďarsko-chorvatských hranicích, které jsou obě zároveň vnějšími hranicemi Schengenského prostoru, postavit pohraniční plot, čímž dostála svým závazkům o ochraně Schengenu. Vlivem toho se ale začalo s migrační vlnou potýkat sousední Chorvatsko; tamní vláda rozhodla o tom, že umožní migrantům průchod přes své území dále do Slovinska. Slovinský premiér Miroslav Cerar je znepokojen současnou situací ve Slovinsku a několikrát kritizoval přístup chorvatských úřadů, které v noci přesouvají migranty ke slovinské hranici. V listopadu byl na několika úsecích slovinsko-chorvatské postaven plot o celkové délce asi 80 km. Rakouští zástupci nevyjadřovali nad průchodem tisíců běženců, mířících většinou do Německa, výraznější znepokojení, na konci října 2015 ale byly zveřejněny plány na výstavbu čtyřkilometrového plotu na hranicích se Slovinskem, který rakouský kancléř Werner Faymann označil pouze za "stavební úpravu pro lepší kontrolu hranice". K realizaci tohoto opatření došlo v prosinci téhož roku.
Řecko, které je v drtivé většině případů prvním státem, kde imigranti vstoupí do Schengenského prostoru, je ostře kritizováno za porušování Schengenských dohod. Tamní vláda totiž migranty, přestože se v Řecku nacházejí nelegálně, nezadržuje a naopak je nechává procházet zemí dál na sever do Severní Makedonie. Makedonská policie s pomocí armády krátkodobě uzavřela koncem srpna hranice s Řeckem; migranti ale po několika dnech příslušníky ozbrojených složek přetlačili a dostali se na makedonské území, přes které mohli po dobu tří dnů procházet i na podzim a začátkem roku 2016. Od listopadu 2015 do prvního čtvrtletí roku 2016 byl na dvou úsecích hranice s Řeckem vybudován pohraniční plot a ve druhé polovině února makedonské bezpečnostní složky zcela uzavřely makedonsko-řeckou hranici pro imigranty. Vlivem toho se v Řecku začaly hromadit desetitisíce migrantů, kteří se nemohli dostat dále na sever. Nejkritičtější situace panovala na hraničním přechodu Idomeni–Gevgelija, kde v nevyhovujících humanitárních podmínkách přebývalo přes 15 000 uprchlíků; celkem se v Řecku nahromadilo do poloviny března 2016 téměř 50 000 migrantů. V Srbsku, podobně jako v Rakousku, nevyjádřili tamní vrcholní představitelé znepokojení nad průchodem imigrantů, ale po uzavření maďarsko-srbské hranice a dalším zprávám o možném uzavření hranic ve Slovinsku a Rakousku oznámil srbský premiér Aleksandar Vučić, že Srbsko je připraveno na uzavření svých hranic. Srbsko i tak ale odmítlo vybudování jakéhokoliv plotu na hranicích se svými sousedy (především Republikou Makedonií, odkud přes hranici u měst Tabanovce a Miratovac přecházejí běženci), naopak se rozhodlo přijmout část uprchlíků z EU.